# جون هنري هابارد
جون هنري هابارد هو محامي وسياسي أمريكي، ولد في 24 مارس 1804 في Salisbury, Connecticut ‏ في الولايات المتحدة، وتوفي في 30 يوليو 1872 في ليتشفيلد في الولايات المتحدة. نشط حزبياً في الحزب الجمهوري. وقد انتخب عضو مجلس ولاية كونيتيكت ‏ وانتخب عضو مجلس النواب الأمريكي.